# Pakpané
Pakpané är en ort i Benin. Den ligger i den centrala delen av landet, 400 km norr om huvudstaden Porto-Novo. Pakpané ligger 421 meter över havet och antalet invånare är 2 067.
Terrängen runt Pakpané är platt. Runt Pakpané är det glesbefolkat, med 18 invånare per kvadratkilometer.. Det finns inga andra samhällen i närheten. 
Omgivningarna runt Pakpané är huvudsakligen savann.